# Rederi AB Gotland
Rederi AB Gotland oder auch Gotlandsbolaget genannt ist ein schwedisches Unternehmen mit Sitz in Visby. Gotlandsbolaget ist hauptsächlich in den Bereichen Schifffahrt, Immobilienverwaltung sowie Hotels und Reiseveranstaltungen tätig.

## Tochterunternehmen
(Quelle: )

### Destination Gotland
Destination Gotland betreibt die Fährverbindungen zwischen Gotland und dem schwedischen Festland. Es werden HSC-Fähren eingesetzt, die den Personen- und Gütertransport auf den Strecken Visby – Nynäshamn sowie Visby – Oskarshamn sicherstellen. In den Sommermonaten wird zusätzlich die Strecke Visby – Västervik betrieben.
Seit 1998 betreibt Destination Gotland diese Relationen. Der Vertragspartner der Reederei ist die schwedische Verkehrsbehörde (Trafikverket). Das Unternehmen gibt an, derzeit eine höhere Kapazität und Frequenz, als es im Vertrag mit Trafikverket festgelegt ist, zu bieten. Der aktuelle Vertrag ist bis zum 31. Januar 2027 gültig. Mehr als 1,7 Millionen Passagiere sowie rund 560.000 Fahrzeuge werden jährlich, durch die Reederei, nach Gotland befördert.
Von Sommer 2007 bis Mitte 2009 betrieb die Reederei auch eine Fährverbindung zwischen Gotland und der Insel Öland.

### Gotland Alandia Cruises
Im Jahr 2023 gründete Gotlandsbolaget zusammen mit Viking Line das Joint Venture Gotland Alandia Cruises für Kreuzfahrten in der Ostsee, wodurch die Investitionen der Gotlandsbolag sowohl in den Tourismus als auch in die Schifffahrt auf der Ostsee erweitert wurde. Das Kreuzfahrtschiff Birka Gotland wurde im März 2023 von der Reederei Eckerö für 38 Millionen Euro erworben, inzwischen befindet es sich im gemeinsamen Besitz mit Viking Line, die im August 2023 50 % des Schiffes für 19 Millionen Euro übernahm.
Die Birka Gotland fährt täglich von Stadsgårdskajen in Stockholm nach Mariehamn auf Åland. Im Frühjahr und Sommer gibt es auch Abfahrten nach Visby und darüber hinaus werden auch Kreuzfahrten nach Härnösand, Riga, Bornholm und Ystad durchgeführt.

### Go Nordic Cruiseline
Go Nordic Cruiseline ist das neuste Tochterunternehmen von Gotlandsbolaget, welches durch den Kauf am 1. November 2024 der sogenannten Hauptstadtroute Kopenhagen–(Frederikshavn)–Oslo entstanden ist. Die Route wurde von DFDS samt den 800 Mitarbeitern und den beiden Kreuzfahrtfähren Pearl Seaways und Crown Seaways übernommen, welche in Nordic Pearl sowie Nordic Crown umbenannt wurden. 2023 wurden auf der Fährverbindung, welche auch als Minicruise genutzt werden kann, rund 700.000 Passagiere befördert. Die Relation wird täglich in beiden Richtungen betrieben.

### Gotland Hotels & Properties
Gotland Hotels & Properties hat ihren Sitz ebenfalls in Visby. Das Unternehmen besitzt, verwaltet und betreibt das Hotel- und Immobilienportfolio von Gotlandsbolaget. Dazu gehören unter anderem das Scandic Visby, das größte Hotel auf Gotland, Visby Gustavsvik, Strandvillan sowie ein neues Projekt in Ljugarn. Zusätzlich vermietet das Unternehmen Wohnungen, Büros und Gewerbeflächen rund um den Hafen von Visby.

### Gotland Tech Development
Gotland Tech Development ist für die technische Weiterentwicklung der Gruppe zuständig, unter anderem, dass die Reedereien von Gotlandsbolaget bis 2045 CO2-neutral sind.

### Gotland Capital Management
Gotland Capital Management ist zuständig für die finanzielle Verwaltung, um zukünftige Investitionen sicherzustellen. Gotland Capital Management verwaltet das Kapital in Fonds und verzinslichen Anleihen sowie direkt in alternativen Anlagen, zudem arbeiten sie eng mit diversen Schwedischen Banken zusammen.

## Flotte
Die aktuelle Flotte besteht aus sieben Schiffen, sechs Fähren und ein Kreuzfahrtschiff. Die Schiffe teilen sich auf drei Tochterunternehmen auf.
| Schiff        | Bild | Typ     | Länge    | Breite  | Passagiere | Bauwerft                   | Tochterunternehmen   | Anmerkung               |
| ------------- | ---- | ------- | -------- | ------- | ---------- | -------------------------- | -------------------- | ----------------------- |
| Drotten       |      | SF 1500 | 196 m    | 25,67 m | 1500       | Guangzhou Shipyard         | Destination Gotland  |                         |
| Visborg       |      | SF 1500 | 196 m    | 25,67 m | 1500       | Guangzhou Shipyard         | Destination Gotland  | An Baleària verchartert |
| Gotland       |      | SF 1650 | 199,99 m | 25,86 m | 1650       | Guangzhou Shipyard         | Destination Gotland  |                         |
| Visby         |      | SF 1650 | 199,99 m | 25,86 m | 1650       | Guangzhou Shipyard         | Destination Gotland  |                         |
| Birka Gotland |      |         | 177 m    | 28 m    | 1800       | Aker Finnyards in Rauma    | Birka Cruises        | [ 24 ]                  |
| Nordic Pearl  |      |         | 178,4 m  | 34 m    | 1852       | Wärtsilä Marine Industries | Go Nordic Cruiseline | [ 25 ] [ 26 ]           |
| Nordic Crown  |      |         | 170,9 m  | 27,6 m  | 1790       |                            | Go Nordic Cruiseline | [ 27 ]                  |